# Saint-Pardoux-le-Neuf, Creuse
Saint-Pardoux-le-Neuf är en kommun i departementet Creuse i regionen Nouvelle-Aquitaine i de centrala delarna av Frankrike. Kommunen ligger i kantonen Aubusson som tillhör arrondissementet Aubusson. År 2022 hade Saint-Pardoux-le-Neuf 196 invånare.

## Befolkningsutveckling
Antalet invånare i kommunen Saint-Pardoux-le-Neuf
Referens:INSEE